# Neurocyta arenata
Neurocyta arenata är en nattsländeart som beskrevs av Navás 1916. Neurocyta arenata ingår i släktet Neurocyta och familjen broknattsländor. Inga underarter finns listade i Catalogue of Life.